# High in the Morning: The British Progressive Pop Sounds of 1973
High in the Morning: The British Progressive Pop Sounds of 1973 es una caja recopilatoria de varios artistas, publicada el 30 de septiembre de 2022 por Grapefruit Records, subsidiaria de Cherry Red Records.
Una continuación a las compilaciones New Moon's in the Sky: The British Progressive Pop Sounds of 1970 (2019), Peephole in My Brain: The British Progressive Pop Sounds of 1971 (2020) y Beyond the Pale Horizon: British Progressive Pop Sounds of 1972 (2021), la caja presenta grandes éxitos, temas clave de álbumes, clásicos de culto y rarezas grabadas durante la escena del rock progresivo en el Reino Unido en 1973.

## Recepción de la crítica
En Morning Star, Kevin Bryan lo calificó como “una de las antologías de archivo más impresionantes”. Dave Thompson, escribiendo para la revista Goldmine, declaró que High in the Morning, “captura el momento con una precisión exquisita”. Fred Thomas, escribiendo para AllMusic, le otorgó una calificación de 3 estrellas y media sobre 5, y reconoció que “la extensa colección fluye bien a través de sus momentos de pop y experimentalismo por igual”.

## Lista de canciones
| Disco uno |                                                   |                           |          |  |
| N.º       | Título                                            | Artista                   | Duración |  |
| 1.        | «All the Way from Memphis» (álbum version)        | Mott the Hoople           | 4:59     |  |
| 2.        | «Joybringer»                                      | Manfred Mann's Earth Band | 3:24     |  |
| 3.        | «Surprise, Surprise»                              | Caravan                   | 4:05     |  |
| 4.        | «Marlene»                                         | Kevin Coyne               | 2:44     |  |
| 5.        | «The Sergeant Says»                               | Spirogyra                 | 3:40     |  |
| 6.        | «Wildfire»                                        | Rococo                    | 3:52     |  |
| 7.        | «Medusa»                                          | Dr. Marigold’s            | 5:32     |  |
| 8.        | «Randolph's Tango»                                | Thin Lizzy                | 3:50     |  |
| 9.        | «A Rum Tale»                                      | Procol Harum              | 3:19     |  |
| 10.       | «Terminal Eyes»                                   | Al Stewart                | 3:23     |  |
| 11.       | «An Appointment with the Master» (single version) | Bachdenkel                | 3:39     |  |
| 12.       | «Star»                                            | Stealers Wheel            | 2:57     |  |
| 13.       | «Ragged Rain Life»                                | Duncan Browne             | 2:58     |  |
| 14.       | «High in the Morning»                             | Rare Bird                 | 3:31     |  |
| 15.       | «Birdman»                                         | Joe Soap                  | 3:30     |  |
| 16.       | «Urban Guerrilla»                                 | Hawkwind                  | 3:40     |  |
| 17.       | «Love Is Easy»                                    | Badfinger                 | 3:08     |  |
| 18.       | «Mr. Custer»                                      | Paul Brett                | 3:05     |  |
| 19.       | «All the Fallen Teen Angels»                      | Mouse                     | 3:32     |  |
| 20.       | «Towers»                                          | Mick Audsley              | 3:24     |  |
| 21.       | «Too Hot to Handle» (alternative early mix)       | Ducks Deluxe              | 4:08     |  |
| 22.       | «Pick Up the Phone»                               | Patto                     | 3:13     |  |

| Disco dos |                                                  |                                |          |  |
| N.º       | Título                                           | Artista                        | Duración |  |
| 1.        | «Do the Strand»                                  | Roxy Music                     | 4:02     |  |
| 2.        | «Caribbean Moon»                                 | Kevin Ayers                    | 3:03     |  |
| 3.        | «(I Don't Wanna Love You But) You Got Me Anyway» | Sutherland Brothers and Quiver | 3:04     |  |
| 4.        | «Travellin' in Style»                            | Free                           | 4:03     |  |
| 5.        | «Pale Green Vauxhall Driving Man»                | Prowler                        | 3:35     |  |
| 6.        | «Running Away»                                   | Duffy                          | 2:38     |  |
| 7.        | «Showdown»                                       | England’s Glory                | 2:28     |  |
| 8.        | «On the Frontier»                                | Shoot                          | 4:26     |  |
| 9.        | «Caroline» (álbum version)                       | Status Quo                     | 4:18     |  |
| 10.       | «The Award»                                      | Fantasy                        | 4:50     |  |
| 11.       | «Temple Song»                                    | Greenslade                     | 3:34     |  |
| 12.       | «Orange Song»                                    | Rupert Hine                    | 4:06     |  |
| 13.       | «Rising Sun»                                     | Medicine Head                  | 4:44     |  |
| 14.       | «Dreams (Story of Our Time/Beneath This Sky)»    | Ithaca                         | 3:01     |  |
| 15.       | «Hold on to Your Fire»                           | Libido                         | 3:10     |  |
| 16.       | «Sweet Desiree»                                  | Family                         | 3:40     |  |
| 17.       | «Legal Eagle Shuffle»                            | The Spencer Davis Group        | 2:18     |  |
| 18.       | «Come Alive (aka Slow Rock)»                     | Kingdom Come                   | 3:55     |  |
| 19.       | «City Kids»                                      | Pink Fairies                   | 3:43     |  |
| 20.       | «Dirty Dick» (previously unreleased)             | Streak                         | 4:07     |  |
| 21.       | «Buffalo» (full-length version)                  | Writing on the Wall            | 6:53     |  |

| Disco tres |                                              |                                   |          |  |
| N.º        | Título                                       | Artista                           | Duración |  |
| 1.         | «Swampsnake»                                 | The Sensational Alex Harvey Band  | 4:56     |  |
| 2.         | «Broken Down Angel»                          | Nazareth                          | 3:44     |  |
| 3.         | «16 and Savaged»                             | Silverhead                        | 4:24     |  |
| 4.         | «Man from Galilee»                           | Fairfield Ski                     | 3:28     |  |
| 5.         | «Girl Said to Me»                            | Liverpool Echo                    | 2:31     |  |
| 6.         | «Always»                                     | The Big Three                     | 2:01     |  |
| 7.         | «Fool's Gold»                                | Hemlock                           | 2:40     |  |
| 8.         | «Pool Hall Richard»                          | Faces                             | 4:25     |  |
| 9.         | «Gold Medallions»                            | Tucky Buzzard                     | 4:32     |  |
| 10.        | «World»                                      | Curved Air                        | 1:38     |  |
| 11.        | «Moving Moor»                                | Complex                           | 3:19     |  |
| 12.        | «English Morning»                            | Jade Warrior                      | 4:22     |  |
| 13.        | «I Don't Need Nobody»                        | Shape of the Rain                 | 4:18     |  |
| 14.        | «Not Fade Away»                              | Frank White                       | 3:06     |  |
| 15.        | «Forever»                                    | Roy Wood                          | 4:18     |  |
| 16.        | «I'll Always Be Your Friend»                 | Byzantium                         | 4:08     |  |
| 17.        | «Out on the Road»                            | Patrick Campbell-Lyons            | 3:19     |  |
| 18.        | «Bank Holiday»                               | Brett Marvin and the Thunderbolts | 4:42     |  |
| 19.        | «Sitting in the Midday Sun»                  | The Kinks                         | 3:46     |  |
| 20.        | «I'm Gonna Get You»                          | Reform                            | 2:58     |  |
| 21.        | «A Hard Rain's a-Gonna Fall» (álbum version) | Bryan Ferry                       | 5:21     |  |
| 22.        | «Do the Stanley»                             | Stackridge                        | 2:55     |  |

## Posicionamiento
| Gráfica (2022)                     | Pico de posición |
| ---------------------------------- | ---------------- |
| Reino Unido (UK Compilation Chart) | 37               |